# Dżinni al-Albawi
Dżinni al-Albawi (arab. جني العلباوي) – wieś w Syrii, w muhafazie Hama. W 2004 roku liczyła 835 mieszkańców.